# Franking
Franking är en ort och kommun  i Österrike. Den ligger i distriktet Braunau am Inn i förbundslandet Oberösterreich, 260 kilometer väster om huvudstaden Wien. 
Kommunen består av nio orter (Ortschaften) (inom parentes invånarantal 1 januari 2024):

- Buch (31)
- Dorfibm (59)
- Eggenham (85)
- Eisengöring (85)
- Franking (279)
- Holzleithen (83)
- Holzöster (241)
- Neuhausen (75)
- Oberfranking (86)